# Praktična međimurska gramatika
Praktična međimurska gramatika ili Gyakorlati muraközi nyelvtan gramatika je međimursko-kajkavskog dijalekta, to jest megyimorszkega jezika 1942. godine. Autor je mađaron Jenő Haller Láposi. Gramatika je napisana na mađarskom jeziku. Prvi cilj gramatike je razjedinavanje Hrvata u Međimurju i istaknuti razlike međimurskog dijalekta od hrvatskog jezika i kajkavskog narječja. Gramatika nema važnosti u standardizaciji međimurskog jezika ili očuvanju kajkavštine.

## Pozadina
1941. godine Treći Reich, Fašistička Italija, Kraljevina Bugarska i Horthyjeva Mađarska napali su i okupirali Kraljevinu Jugoslaviju. Hrvatsku su napale njemačke, talijanske i mađarske snage. Mađarska je pripojila Baranju i okupirala Međimurje, gdje su odmah pošli agresivno mađarizirati nemađarsko stanovništvo, zato što je na popisu velika većina Međimuraca izjavila da nisu Mađari, a na druge se je načine većina očitovala kao Hrvati.
Mađarska je vlast zakonski odredila da nema manjina u Međimurju i Prekmurju, samo takvi Mađari, koji govore slavenski jezik.
Ideja međimurskog jezika potječe od Josipa Margitaja, koji u vremenu Austro-Ugarske organizirao mađaronsku propagandu u Čakovcu. Sada su opet poticali pitanje fiktivnog međimurskog jezika. Iako je potom bilo moguće učiti taj fiktivni "međimurski jezik", u stvarnosti je u školama prevladavao mađarski jezik.

## Gramatika
Istodobno János Christ piše još jednu drugu međimursku gramatiku A muraközi nyelv nyelvtana (Gramatika međimurskog jezika). U Chirstovoj gramatici nema mađaronske propagande, kao u Hallerovoj gramatici.
Haller u svojoj gramatici ne želi samo dokazati, da je međimurski jezik odjeljena jezična porodica, nego i poriče opstanak hrvatskog jezika, jer čakavština, kajkavština, štokavština imaju velike razlike. Haller uspoređuje slavenske jezike i mađarski jezik, makar mađarski jezik nema pravih narječja, zato su ondje razlike male.
Haller poziva se na Vuka Karadžića, koji smatra samo Čakavce za Hrvate. Osim toga poziva se na stare i zastarjene češke, mađarske, njemačke i hrvatske izvore. Napokon zaključuje da su Međimurci Mađari i imaju mađarsku dušu.
Osim propagande opis svojstva međimurskog jezika (dijalekta) je realan, ali baš nije potpun.
Odnosne zamjenice:

steri, steroga, steromoi, steroga, (pri) sterim, (sz) sterim (muški rod)

stera, stere, steroj, stero, steroj, sterom (ženski rod)

stero, steroga, steromo, stero, sterim, sterim (srednji rod)
csiji, csijoga, csijomo, csijoga, (pri) csijom, (sz) csijim (muški rod)

csija, csije, csijoj, csijo, csijoj, csijom (ženski rod)

csije, csijoga, csijomu, csijo, csijim, csijim (srednji rod)
Osim toga gramatika ima frazeološke izraze i pjesme, a neke imaju šovinistički glas protiv Hrvata.
| » | Kossuth Lajos szloboditel, Megyimorszki odkupitel! Bog gá pozsivi! Kossuth posle vsze huszare, Dá ilérce vsze zmeszare. Éljen a magyar! Perczel, Perczel prvi vogya! Vu orszagu Mágyárszkomu. Éljen a magyar! | « |
|   | |   |